# HOXD10
HOXD10 (англ. Homeobox D10) – білок, який кодується однойменним геном, розташованим у людей на короткому плечі 2-ї хромосоми.  Довжина поліпептидного ланцюга білка становить 340 амінокислот, а молекулярна маса — 38 411.
| 10         |  | 20         |  | 30         |  | 40         |  | 50         |
| ---------- |  | ---------- |  | ---------- |  | ---------- |  | ---------- |
| MSFPNSSPAA |  | NTFLVDSLIS |  | ACRSDSFYSS |  | SASMYMPPPS |  | ADMGTYGMQT |
| CGLLPSLAKR |  | EVNHQNMGMN |  | VHPYIPQVDS |  | WTDPNRSCRI |  | EQPVTQQVPT |
| CSFTTNIKEE |  | SNCCMYSDKR |  | NKLISAEVPS |  | YQRLVPESCP |  | VENPEVPVPG |
| YFRLSQTYAT |  | GKTQEYNNSP |  | EGSSTVMLQL |  | NPRGAAKPQL |  | SAAQLQMEKK |
| MNEPVSGQEP |  | TKVSQVESPE |  | AKGGLPEERS |  | CLAEVSVSSP |  | EVQEKESKEE |
| IKSDTPTSNW |  | LTAKSGRKKR |  | CPYTKHQTLE |  | LEKEFLFNMY |  | LTRERRLEIS |
| KSVNLTDRQV |  | KIWFQNRRMK |  | LKKMSRENRI |  | RELTANLTFS |  |            |

A: Аланін

C: Цистеїн

D: Аспарагінова кислота

E: Глутамінова кислота

F: Фенілаланін

G: Гліцин

H: Гістидин

I: Ізолейцин

K: Лізин

L: Лейцин

M: Метіонін

N: Аспарагін

P: Пролін

Q: Глутамін

R: Аргінін

S: Серин

T: Треонін

V: Валін

W: Триптофан

Кодований геном білок за функціями належить до білків розвитку, фосфопротеїнів. 
Задіяний у таких біологічних процесах як транскрипція, регуляція транскрипції. 
Білок має сайт для зв'язування з ДНК. 
Локалізований у ядрі.